# Giuseppe Pozzi
Giuseppe d'Ippolito Pozzi (Bologna, 1697 – Bologna, 1752) è stato un anatomista e scrittore italiano.
Fu lettore di anatomia all'Università di Bologna.
Fu autore del quarto canto del secondo racconto del poema collettivo Bertoldo, Bertoldino e Cacasenno (edizione del 1736) e di Rime piacevoli (pubblicato postumo nel 1764).